# Коллектор (фильм, 2010)
«Коллектор» (англ. The Bill Collector) — американский фильм-драма с Дэнни Трехо в главной роли.

## Сюжет
Лоренцо пользуется хорошей репутацией и во время отпуска начальник назначает его руководителем своего офиса, но Лоренцо оказался не тот, кем на самом деле являлся.

## В ролях
| Актёр            | Роль            |
| ---------------- | --------------- |
| Дэнни Трехо      | Фрэнки Гутьерез |
| Гэри Рэй Мор     | Лоренцо Адамс   |
| Рон Кеноли       | Пастор Кевин    |
| Брэндон Хардести | Игги            |